# コリアスプリント
コリアスプリント（코리아 스프린트、Korea Sprint）は、KRAの主催で2016年より行われている韓国の競走。

## 概要
2016年7月6日、韓国馬事会とキーンランド協会は韓国初の国際招待競走となる本競走とコリアカップの創設を発表した。
創設当初の賞金総額と1着賞金はそれぞれ7億ウォン、3億9900ウォンであった。
2016年7月に韓国は国際競馬統括機関連盟（IFHA）のパート2国に昇格しており、本競走も2019年から国際G3の付与（併せて総賞金・1着賞金を増額）が決定していたが、2019年、KRAは日韓関係悪化の影響で日本調教馬不招待を発表し、これによる国際レーティング下落で国際G3化は見送られた。なお、この2019年の第4回開催には、日本からコパノキッキング（主戦騎手は藤田菜七子）が登録していた。
その後の2020年と2021年は新型コロナウイルス感染拡大の影響で開催中止となった。
2022年からは、改めて国際G3の格付けが付与されることとなり、2023年、総賞金が前年に比べ40%増額された。
2024年からブリーダーズカップ・チャレンジの対象競走に指定され、優勝馬には当該年のブリーダーズカップ・スプリントへの優先出走権と出走登録料・輸送費用の一部負担の特権が付与される。

## 歴代勝ち馬
| 回    | 年月日        | 勝ち馬                       | 性齢  | 騎手                         | 管理調教師                 | タイム   | 出典   |
| ----- | ------------- | ---------------------------- | ----- | ---------------------------- | -------------------------- | -------- | ------ |
| 第1回 | 2016年9月11日 | 슈퍼자키 (Super Jockey)      | せん8 | 케리스 티탄 (K.ティータン)   | 밀러드 (A.ミラード)        | 1分11秒4 | [ 12 ] |
| 第2回 | 2017年9月10日 | 그레이스풀립 (Graceful Leap) | 牡7   | 타케 유타카 (武豊)           | 하시구치 신스케 (橋口慎介) | 1分10秒7 | [ 13 ] |
| 第3回 | 2018年9月9日  | 모아닌 (Moanin)              | 牡6   | 후지이 간이치로 (藤井勘一郎) | 이시자카 세이 (石坂正)     | 1分11秒5 | [ 14 ] |
| 第4回 | 2019年9月8日  | 블루치퍼 (Blue Chipper)      | せん4 | 유현명 (ユ・ヒョンミョン)    | 김영관 (キム・ヨンガン)    | 1分11秒1 | [ 15 ] |
| 第5回 | 2022年9月4日  | 어마어마 (Eoma Eoma)         | 牡5   | 문세영 (ムン・セヨン)        | 송문길 (ソン・ムンギル)    | 1分11秒2 | [ 16 ] |
| 第6回 | 2023年9月10日 | 리메이크 (Remake)            | 牡4   | 카와다 유가 (川田将雅)       | 신타니 코이치 (新谷功一)   | 1分10秒0 | [ 17 ] |
| 第7回 | 2024年9月8日  | 리메이크 (Remake)            | 牡5   | 카와다 유가 (川田将雅)       | 신타니 코이치 (新谷功一)   | 1分10秒3 | [ 18 ] |